# ピース (たばこ)
ピース（Peace）は、日本たばこ産業が製造・販売する日本を代表する紙巻たばこ銘柄の一つである。
バージニア葉（黄色種）100％の紙巻たばこで、厳選した各国（日本、アメリカ、ブラジルなど）のバージニア葉をブレンドしている。バニラ豆のバニリン風加香を施した「ほのかに甘く華やかな香り」と深みある風味である。
パッケージあたりの封入本数括弧書き、フィルターの有無、外装、本数、風味、ニコチン・タール量などが異なる数種がある。『ピース（10本入）』は1箱の入数が10本と少ないため、自動販売機では『ホープ（10本入）』と同様に2箱1セットでの販売が原則となっている。そのため、300円（2022年2月現在の価格）で1箱だけ購入することができず、購入するには600円を投入する必要がある。ただし、2箱1セットでの販売はあくまで原則であり、ごく少数だが1箱売りしている自販機も存在する。また、コンビニエンスストアやたばこ店など、店頭販売では普通に1箱のみでの購入が可能である。

## 歴史
- 第一次世界大戦後の1920年に平和が訪れた記念として『ピース』という銘柄の煙草が発売されるが、諸事情により販売が停止される。その後の戦乱も影響し、その後事実上廃盤となる。
  - 発売当初のピースは、10本入り7円。日曜・祭日にのみ販売されていた[2]。戦前から発売されていた「光」より上級の葉を原料にペリラルチンで甘みを、特殊な香料で香りをつけた特徴があった[3]。日本専売公社時代のピースは、日本産の在来種で岩手県一関産の東山葉（とうざんは）を使用しており、現在のバージニアブレンドと異なる。
- 第二次世界大戦終了の翌年である1946年1月13日、現行（2代目）の『ピース』の発売が開始される（7円）[4]。
  - 日本たばこ産業も現行の『ピース』の発売年月日を1946年1月13日としており、初代との継続性、関係は絶たれている[5]。
  - 現行の『ピース』は第二次世界大戦後の混乱期に夢や希望、平和な未来を願って発売[6] された。
- 以降、50本入（通称「缶ピース」）が1949年7月1日に発売されたのを筆頭に『ピース』銘柄の発売・廃止が断続的に継続し、現在に至る。
- 2016年5月に、全9銘柄で「発売70周年限定パッケージ」が数量限定で販売され、70周年記念として「ピース・クラシック」が数量限定で販売された[7]。
- 2019年10月1日からは増税のため値上がりした。

## ピース誕生の逸話

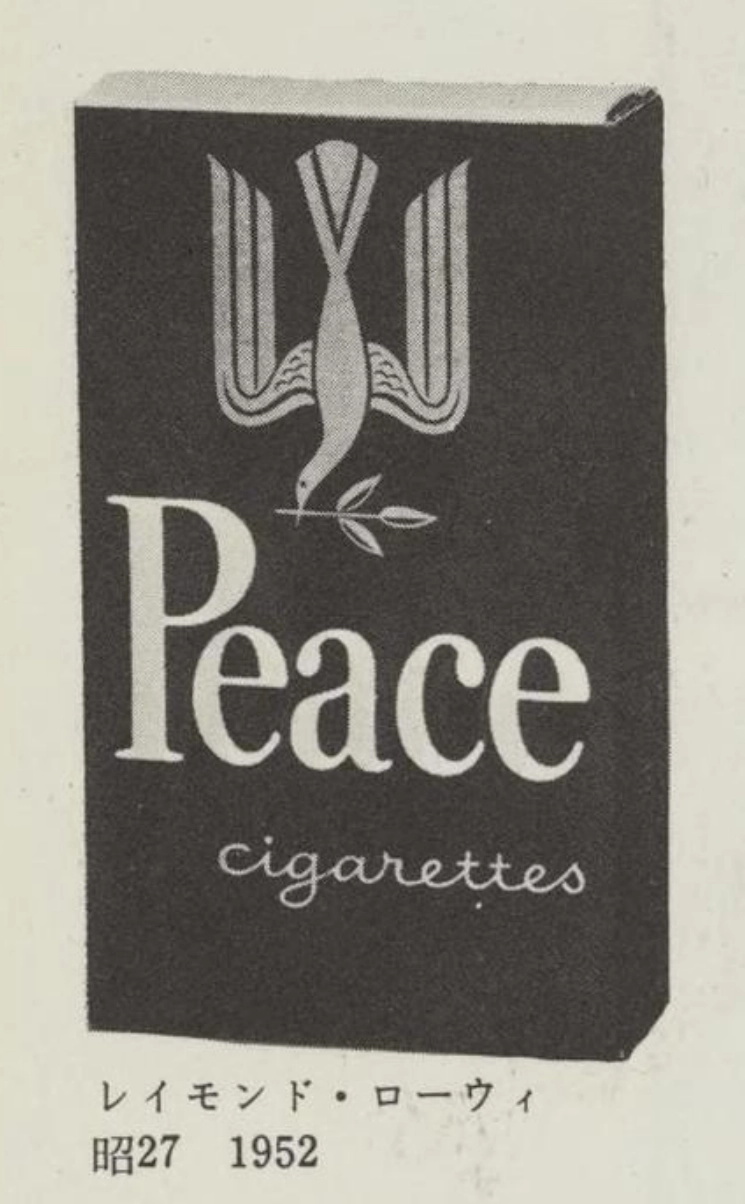
ピース（10本入）（1952年,レイモンド・ローウィデザイン）

1946年1月に大蔵省専売局が発売したピース（10本入）が最初の製品である。新銘柄の名は図案とともに公募され、1等は「ニューワールド」だが、製作技術の難点から2等の「ピース」が採用された。
ピース（10本入）は、「ラッキーストライク」の包装デザインも手掛けたアメリカの著名な工業デザイナーのレイモンド・ローウィによって、1952年4月に現在の包装デザインに変更された。商業デザインに対して未だ認識が低い時代で150万円と高額なデザイン料が話題 になるが、デザイン変更で年間売上本数が26億本から150億本へ急増して「デザインが嗜好を変えた」「新しい意匠は世界的水準にある」などと絶賛され、日本の商品デザインに大きく影響した。
シンボルマークの「オリーブの葉をくわえた鳩」は、旧約聖書『創世記』のノアの方舟で「大洪水が起きた外界の様子を知るために、ノアが方舟の窓から放った鳩が、オリーブの葉をくわえて戻ってきたことで、大洪水が収まり安らぎの大地が近い」と認識して、鳩が平和の象徴となった逸話に由来する。カラーリングは日本の風土に合わせたものとして、高貴なイメージの紺色に金色を差したものとした。

## ラインナップ

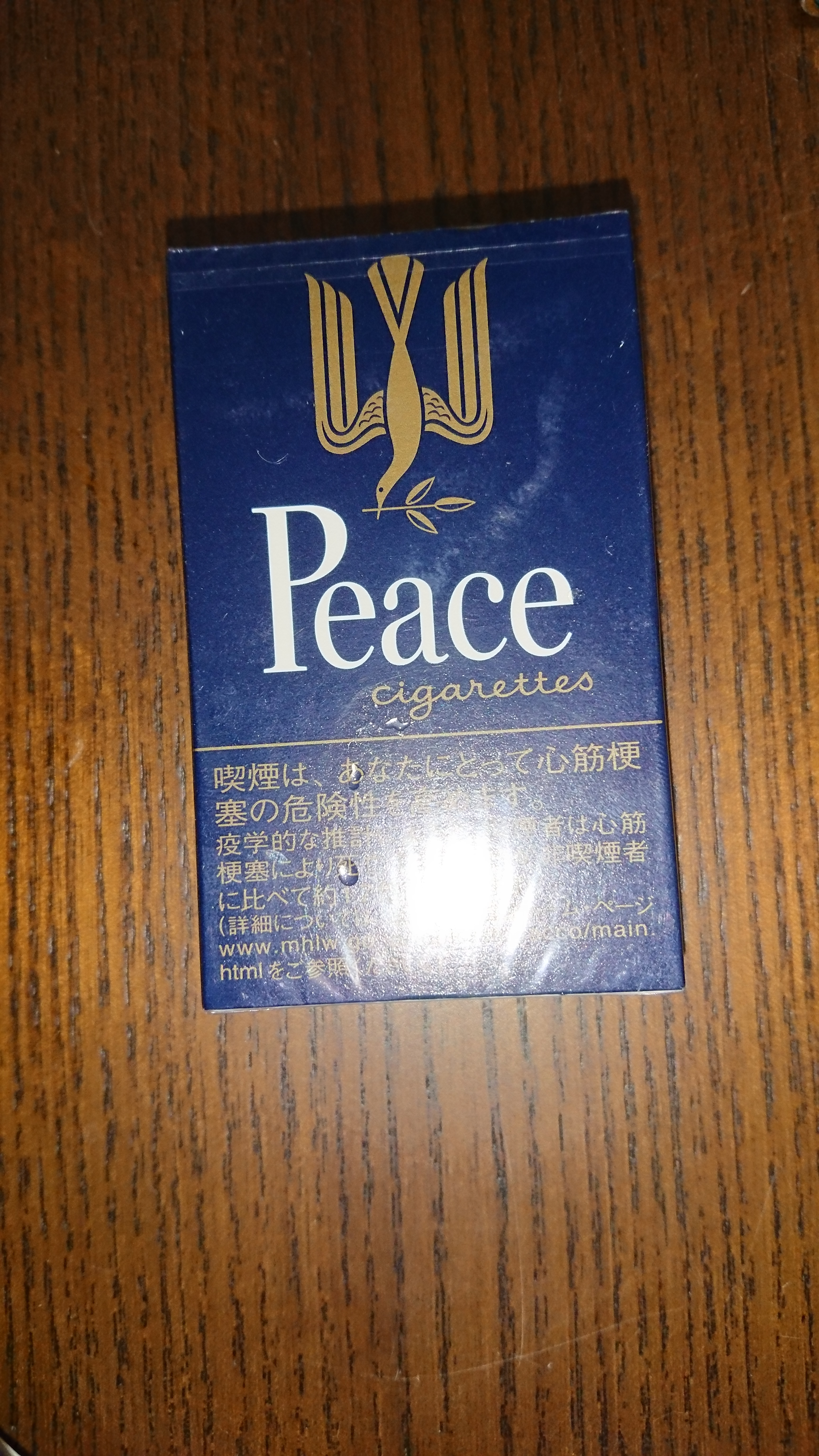
ピース（10本入）

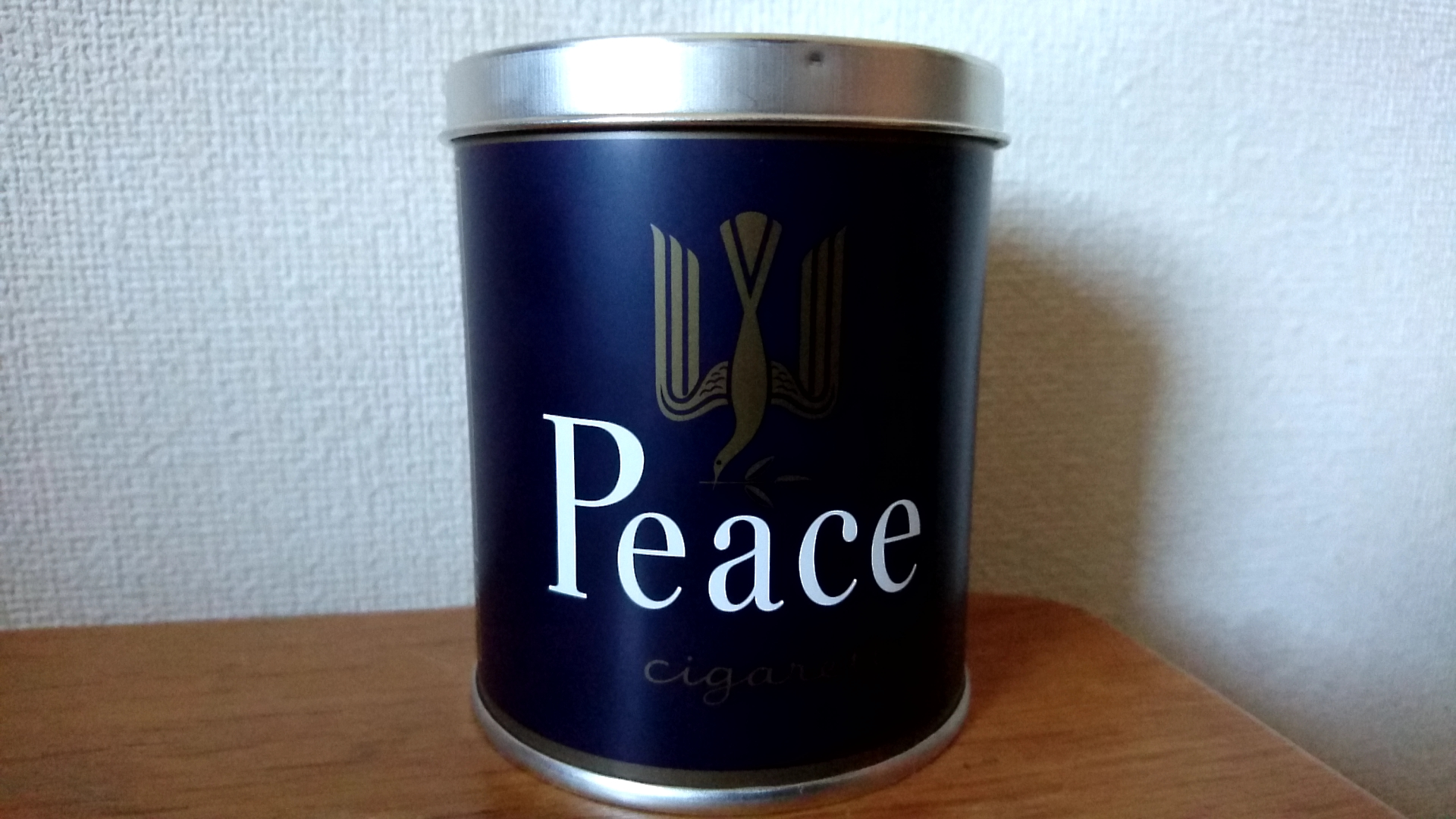
ピース（50本入）

### ピース（10本入）、ピース（50本入）
ピースのオリジナルとなる、フィルターが無い両切りたばこである。両者ともたばこ自体は同じで、紙箱入りがピース（10本入）、缶入りがピース（50本入）である。後述のピース（20本入）の「ロングピース」に対して「ショートピース」などと愛称されている。2016年、しんせい（2018年12月廃止）とゴールデンバット（2019年10月廃止）にフィルターを付ける改良が発表され、2016年6月1日から国産たばこで唯一の両切りとなった。また、TN値が最も高い国産たばこでもある。

#### ピース（10本入）
配給制だった「たばこ」に対する自由販売たばこ第1号として、1946年1月13日に発売された商品である。最高級バージニア葉を使用した"高い香り"が大きな特徴である。現在は他のたばこに比して価格差はないが、発売当初は既存の10本入のたばこが20銭 - 60銭に対して、ピースは10本入、7円と破格の高価格で高級たばこに分類され、人気が高く1人あたりの販売数、1日あたりの販売数が制限されたこともあった。本パッケージの色から『紺色』の色調 が生まれた。

#### ピース（50本入）
ピース（50本入）は「缶ピース」と愛称される。2010年10月1日の価格改定まではピース（10本入）よりも1本あたり単価は高く設定されていた。缶は気密性が高く流通過程で風味の低下が少ないことから愛好者も多い。
缶本体は金属製で、上部はアルミ箔で密封され、開封後に蓋となる金属製の上蓋内壁に付いた金属の爪をアルミシールに突き立て回して開封する。2008年ごろから、アルミ箔内蓋に付されたつまみを引いて開封する仕様となり、開封が容易でアルミ切片が残置せず安全性が向上している。一般的な箱入り紙巻たばこと大きく異なる外寸で、たばこの自動販売機に収納不可である。
なお晴天の青空の俗称として用いられ、広辞苑第六版にも収録されている「ピーカン」は、ピース缶の濃紺色パッケージと快晴時の空の青さの語呂を掛け合わせた合成語である。しかし例えば『古川ロッパ昭和日記』昭和15（1940）年2月14日の節には登場しており、芸能界では戦前から使われていた表現のようなので語源としては疑わしい。

### ピース（20本入）

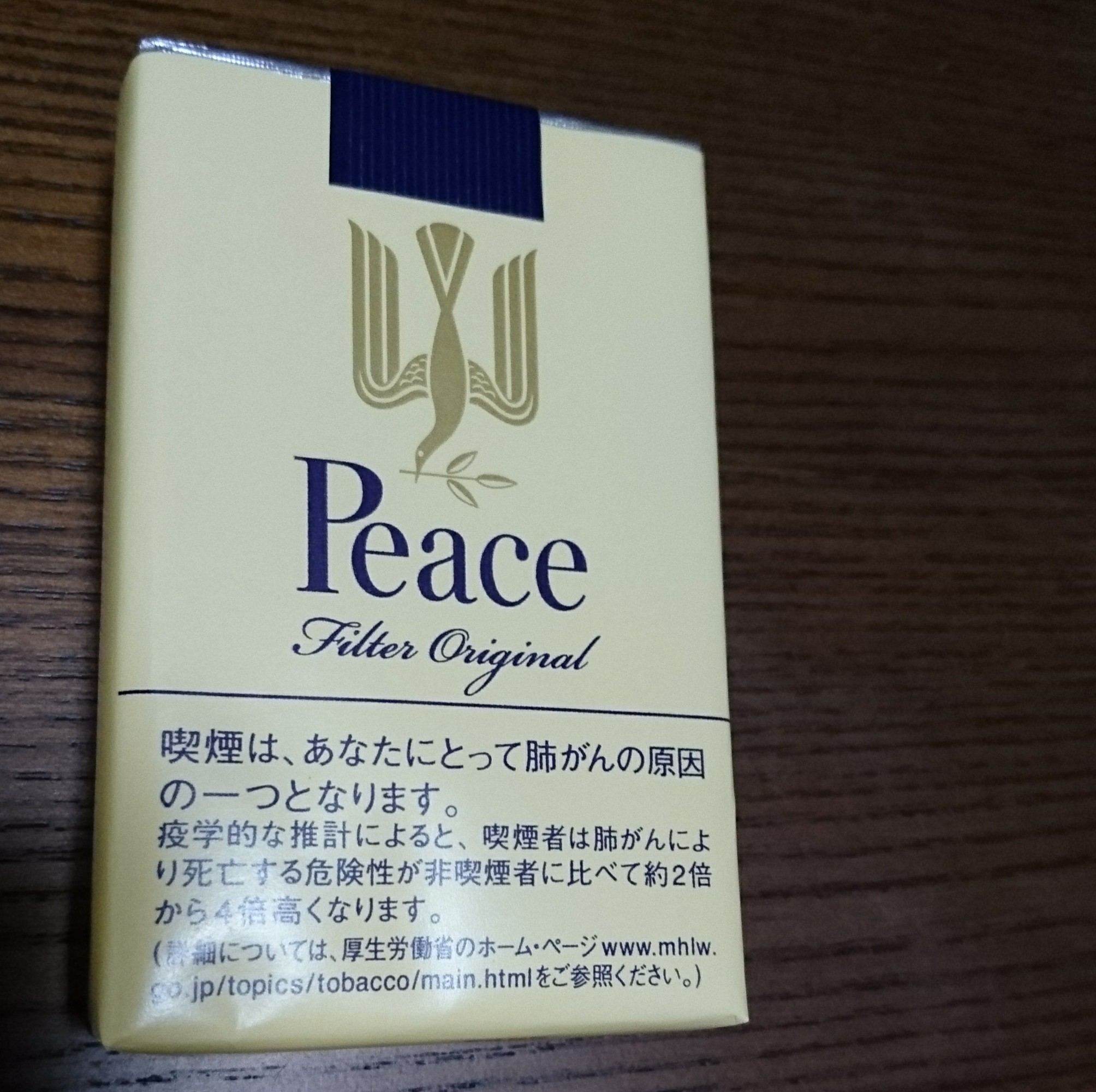
ピース（20本入）

紙製ソフトパッケージでフィルター付き。通称は「ロングピース」、略称は「金ピース」。ローウィによる外装デザインを田中一光が新たに再構築した。全体に淡い黄色で卵豆腐やプリンのような色のパッケージである。以前はロゴタイプが “PEACE” のように全て大文字であった。ローウィのデザインは “Peace” となっており、P 以外は小文字である。

### ピース・ライト

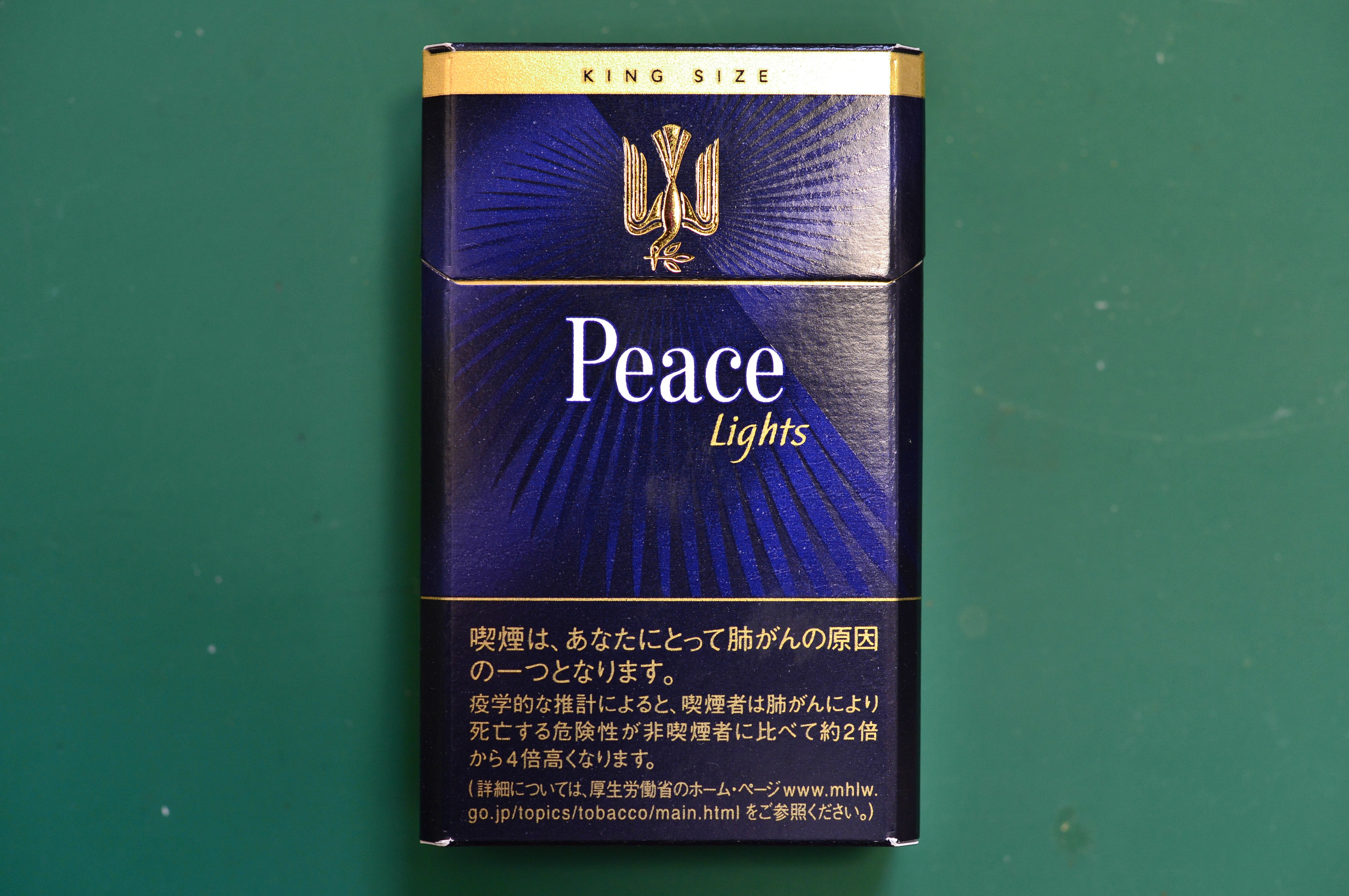
ピース・ライト・ボックス

「ライト」と冠しているが、ここでは「軽いピース」という意味であり、TN値は他の銘柄の通常たばこと同等である。パッケージは両切りピースのデザインを踏襲している。

### ピース・アロマ・インフィニティ

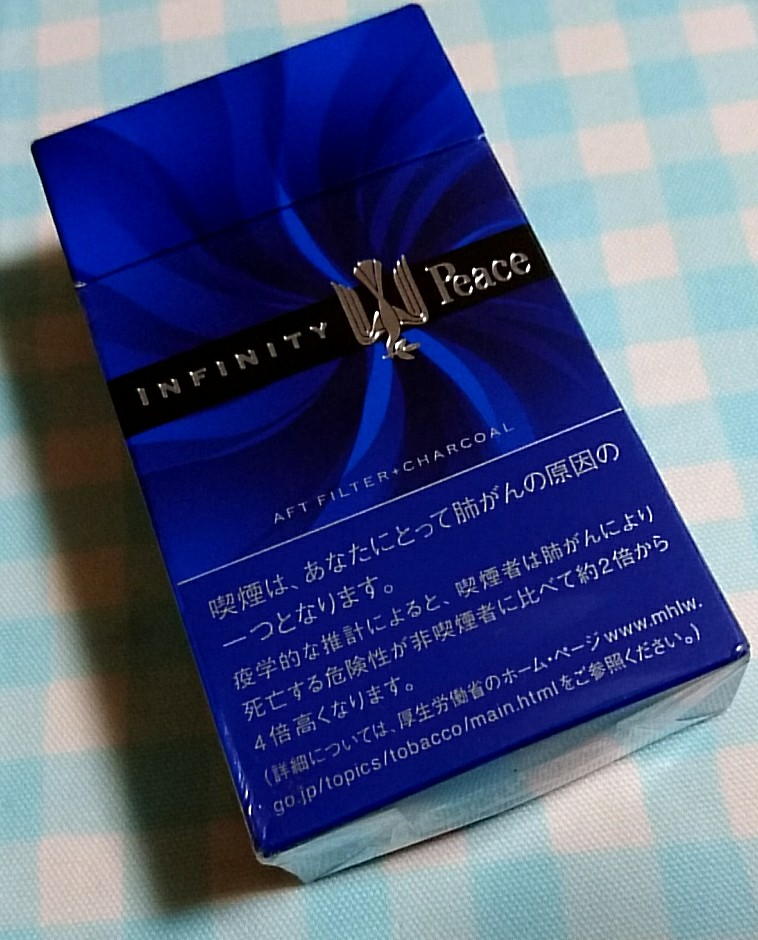
ピース・インフィニティ

2006年10月に「ピース・インフィニティ」として発売。D-spec製品のアルファやバンテージと同じく吸い口側にダム付きの溝で煙と空気の流量を調整する AFT（Advanced Filter Technology）チャコールフィルターが採用され、本品の全国発売に際してJT製品内での統一性を図る観点から、名称を「CVDフィルター」へと変更した。2019年5月より「ピース・アロマ・インフィニティ」に改名。2024年12月より在庫売り尽くしをもって廃止。

### ザ・ピース

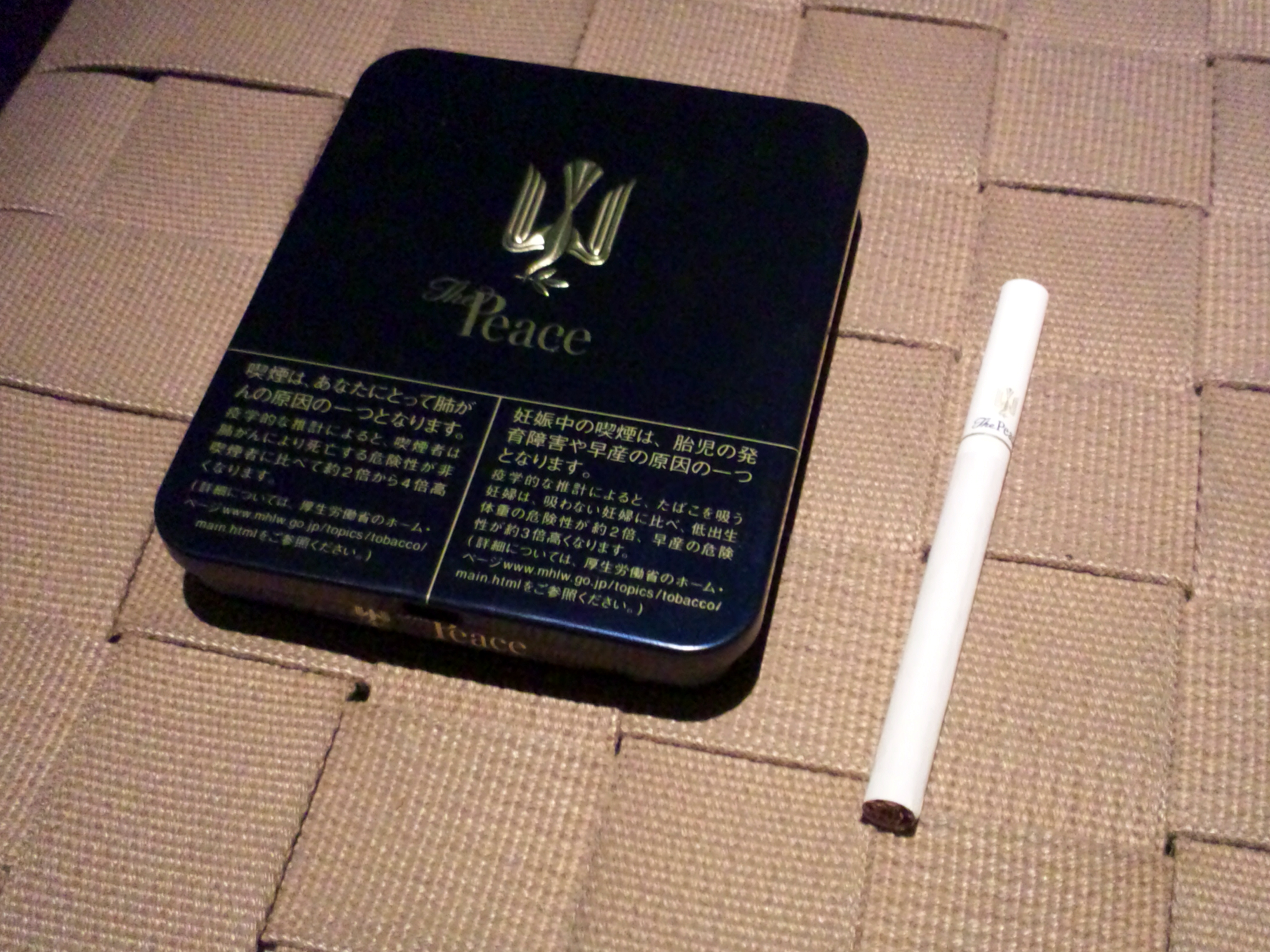
ザ・ピース

2012年2月1日に発売された。バージニア葉を100パーセント使用し、原料、ブレンド、加工処理、香料、パッケージにこだわった商品で、紙巻たばこで初めてシール付平型缶を採用し、香りとデザインは既存のピースと一線を画している。一箱20本入で売価は1000円である。全国のたばこ対面販売店3500店で販売する。

### ピース・アロマ・ヴィンテージ
2019年5月に限定発売。5年以上熟成させたバージニア葉を100%使用。芳醇で深みのある香りと、凝縮されたなめらかな味わいが特徴。赤色の平型缶、一箱20本入り1000円。

### ピース・オリジン・オブ・バージニア・リーフ
2021年1月にピース誕生75周年を記念して限定発売。バージニア葉を100％使用。華やかな香りとしっとりとした甘さが調和した、なめらかで深みのある味わいが特徴。金色の平型缶、一箱20本入り1000円。

### ピース・アンバー・ノート
2025年1月にCLUB JTおよび一部販売店で数量限定発売。バージニア葉を100%使用し、ウイスキーの味わいに合う重厚感のある上品で華やかな香りと、洗練された心地よいビターな味わいが特徴。琥珀色を基調に、ウイスキーラベルをモチーフとしたデザインの平型缶、一箱20本入り1000円。

## CM・広告出演者
- 中川昌三（1988年2月 - 1989年3月、ライト「フルート篇」）
- 宮本文昭（1989年、インターナショナル「オーボエ篇」）
- 天野清継（1991年、ライトボックス「ギタリスト篇」）
- 古澤巌（1993年6月 - 1994年5月、ライト「ヴァイオリニスト篇」）：現在もピース・ライトを愛飲する。
- 古川展生（2000年6月 - 2002年4月、ライト「チェロ・ローアングル篇」）

## ピースにまつわる事件
- 土田・日石・ピース缶爆弾事件：缶ピースの空き缶が手製の爆弾容器として使用された事件。犯人はブント系との説があるが不明。
- 大阪事件：1957年の参議院議員補欠選挙で、創価学会陣営が一部の有権者をピースで買収した事件。
- 赤報隊事件：1988年3月11日、静岡市追手町の朝日新聞静岡支局（現在：静岡総局）の駐車場に、何者かが時限発火装置付きの缶ピース爆弾を仕掛けた事件。

## ピースが登場する作品
- JITTERIN'JINN『くわえたばこのブルース』：シングル「夏祭り」のカップリング曲。「♪おいらのロングピースが好き…」「♪ロングピースをふかしながら…」等のフレーズが歌詞に登場する。
- つボイノリオ『本願寺ぶるーす』：「♪しけもく銜えて考えた 世界に平和が必要で 俺にはピースが必要さ…」のフレーズあり。ベストアルバム『あっ超ー』などに収録されている。
- ダウン・タウン・ブギウギ・バンド 『スモーキン・ブギ』：男子中高生と思しき未成年がこっそりとたばこを嗜む情景を歌った曲だが、初のたばこがショートピースであることが冒頭で歌われている。
- 南佳孝 『Peace』：アルバム『冒険王』に収録。「ピースはほろ苦い味がしたけど」のフレーズがある。
- DMBQ：アルバム『DMBQ』の収録曲「CAN PEACE」にて、「♪CAN PEACE CAN PEACE ほんのちょっとの金で 50本ピース」と、サイケデリックなサウンドにのせて歌詞に登場する。
- 原尞：ハードボイルド探偵小説「私立探偵 沢崎」シリーズにて、主人公、沢崎が愛飲する。「ピース」の語感がいかにも探偵らしからぬミスマッチだから、と作者が語っている。
- Lass：11eyes「罪と罰と贖いの少女」で、主人公らが通学する養護教諭の赤嶺彩子が愛飲している。
- サザンオールスターズ『ピースとハイライト』：サザン54枚目のシングル。2013年（平成25年）8月7日に発売した。
- 大和田秀樹『疾風の勇人』：主人公・池田勇人が愛飲する銘柄として扱われている。
- アニメ映画『鬼太郎誕生 ゲゲゲの謎』：主人公の一人、水木が愛飲する銘柄がショートピースである。同作品では喫煙場面が多く、タバコが重要な小道具となっている。
- ザ・タイマーズ『ピース』：「ザ・タイマーズ　スペシャルエディション」の２枚目に収録。「ピースを吸いたい　ピースが欲しい　ああ今すぐ」などと平和への願いをダブルミーニングで歌い、加えてホープやわかばなども歌詞に登場する。
- 漫画　『月下の棋士』：刈田升三が主人公との対局中10箱のショートピースを積み上げ吸う描写がある。「ピースじゃ！！早ぅピースを買うてこい！！」「ピースはまだかって言ってんだよ！！」等、台詞中にも登場する。
- 漫画　『グラップラー刃牙』『刃牙道』：作中初期から登場する超実践柔術家・本部以蔵の愛飲するタバコとして登場[28]。初登場から缶ピースを携帯して喫煙しており、のちに『刃牙道』作中のジャック・ハンマー戦、宮本武蔵戦では吸いかけの1本や缶ピース丸ごとを奇襲に用いている。

## 関連書籍
- ザ・タバコ（たばこ文化社、1984年12月10日）